# Pachyelmis rufomarginata
Pachyelmis rufomarginata is een keversoort uit de familie beekkevers (Elmidae). De wetenschappelijke naam van de soort werd in 1964 gepubliceerd door Joseph Delève.